# Cisla (kommunhuvudort)
Cisla är en kommunhuvudort i Spanien.   Den ligger i provinsen Provincia de Ávila och regionen Kastilien och Leon, i den centrala delen av landet, 130 km nordväst om huvudstaden Madrid. Cisla ligger 846 meter över havet och antalet invånare är 173.
Terrängen runt Cisla är platt. Runt Cisla är det glesbefolkat, med 19 invånare per kvadratkilometer. Närmaste större samhälle är Peñaranda de Bracamonte, 17,2 km väster om Cisla. Trakten runt Cisla består till största delen av jordbruksmark.